# Wapen van Groenlo

Wapen van Groenlo

Het wapen van Groenlo, is het wapen van de voormalige gemeente Groenlo. Het wapen werd bevestigd op 20 juli 1816. De officiële beschrijving luidt: "Van lazuur, beladen met een klimmende leeuw van goud."

## Geschiedenis
Het oudst bekende stadszegel van Groenlo is een Gelderse leeuw, hangende aan een boom voorzien van een kerkelijk kruis. Deze zegel is afkomstig uit het jaar 1325. Het zegel heeft een randschrift met de vermelding "Sigilum Civitatis in Gronlo" (zegel van de burgerij van Groenlo). Het moge duidelijk zijn dat deze afbeelding geen sprekend wapen is met betrekking op de bodemgesteldheid van Groenlo. In 1236 verkocht toenmalig eigenaar Hendrik II van Borculo het gebied van Grol om onduidelijke redenen aan graaf Otto II van Gelre. Groenlo werd daardoor Gelders en kreeg in 1277 stadsrechten. Pas in 1432 kreeg Groenlo ook het recht om schepenen, schout en richter aan te stellen. Voorheen viel Groenlo waarschijnlijk net als Doesburg en Lochem een bepaalde tijd onder het Landdrostambt van Zutphen. Naast het wapen met de leeuw is ook een wapen bekend van een boom in haar natuurlijke kleur op een zilveren veld. Deze boom kwam ook al voor op het zegel uit 1325 en voldoet voor Groenlo ("groen bos") aan de beschrijving "sprekend wapen". In die latere versie van het wapen ontbreekt Gelre en toont het wapen alleen nog de boom. Dit wapen duikt juist op tijdens de Tachtigjarige Oorlog op belegeringskaarten. Tijdens de stormachtige tijd van de Zeventien Provinciën was het in zwang om zich te ontdoen van symbolen van landsheerlijk gezag. Dit zou een mogelijk een logische verklaring kunnen zijn van de verschillende varianten die bestaan. Sierksma speculeert over de mogelijkheid van het aanmemen van het wapen van Nassau vanwege het sneuvelen van Willem van Nassau tijdens een belegering om Groenlo. 
Het wapen was in gebruik totdat Groenlo op 1 januari 2005 met Lichtenvoorde werd samengevoegd tot de nieuwe gemeente Oost Gelre. De leeuw van Groenlo werd overgenomen in het wapen van Oost Gelre.

## Afbeeldingen

1649
1664
wapen van Oost Gelre

## Bron
- Gemeentewapens - Jaarboek Achterhoek en Liemers II, uitgeverij de Walburg pers 1982. In opdracht van oudheidkundige vereniging "De Graafschap".
- Hoge Raad van Adel, via:therightproductions.nl[dode link]

Aalst · 
Ammerzoden · 
Angerlo · 
Appeltern · 
Batenburg · 
Beesd · 
Beltrum · 
Bemmel · 
Bergharen · 
Bergh · 
Beusichem · 
Borculo · 
Brakel · 
Buurmalsen · 
Deil · 
Didam · 
Dinxperlo · 
Dodewaard ·
Doornspijk ·
Dreumel ·
Driel ·
Echteld ·
Eibergen ·
Elst ·
Est en Opijnen ·
Everdingen ·
Ewijk ·
Gameren ·
Geesteren · 
Geldermalsen · 
Gendringen · 
Gendt ·
Groenlo ·
Groesbeek ·  
Haaften ·
Hedel ·
's-Heerenberg ·
Heerewaarden ·
Hemmen ·
Hengelo ·
Herwen en Aerdt ·
Herwijnen ·
Heteren ·
Heukelum ·
Hoevelaken ·
Horssen ·
Huissen ·
Hummelo en Keppel ·
Hurwenen  ·
Kerkwijk ·
Keppel ·
Kesteren ·
Laren · 
Lichtenvoorde ·
Lienden ·
Lingewaal · 
Maurik ·
Millingen aan de Rijn ·
Nederhemert ·
Neede ·
Neerijnen ·
Netterden ·
Niftrik ·
Nijbroek ·
Ophemert ·
Overasselt ·
Pannerden ·
Poederoijen · 
Renkum ·
Rijnwaarden ·
Rossum ·
Ruurlo ·
Steenderen ·
Terborg ·
Twello ·
Ubbergen ·
Valburg ·
Varik ·
Vorden ·
Vuren ·
Waardenburg ·
Wadenoijen ·
Wamel ·
Wehl ·   
Warnsveld ·
Wisch ·
Zeddam ·
Zelhem ·
Zoelen ·
Zuilichem 

Dorps-, heerlijkheids- en stadswapens: 

Acquoy 
· Baak 
· Barlham 
· Bredevoort 
· Doreweerd 
· Elden
· Enspijk 
· Gellicum 
· Groessen 
· Hakfort 
· Hellouw 
· IJzendoorn 
· Kell  
· Lede en Oudewaard 
· Lichtenberg 
· Loil 
· Maasbommel 
· Meijnerswijk 
· Meteren 
· Middagten 
· Rhenoy 
. Rumpt
· Tricht 
· Verwolde 
· Wildenborch